# 2suit

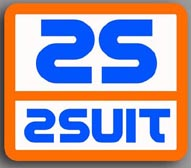
Logo del 2suit, inventat per Vanna Bonta.

El 2suit (2S) és una peça de roba dissenyada per facilitar la intimitat en ambients d'ingravitació. S'ha provat en microgravetat durant un vol parabòlic. Va ser inventat per Vanna Bonta el 2006.

## Història

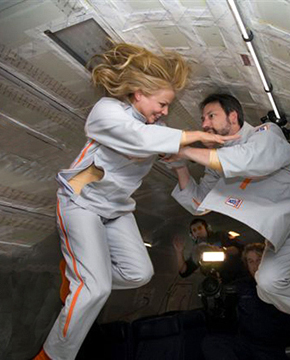
Vanna Bonta provant el 2suit en microgravetat durant un vol parabòlic el 13 de setembre de 2008 (The History Channel, L'Univers)

La invenció del 2suit per Vanna Bonta es va realitzar el 2006, després que ella va experimentar la microgravetat durant un vol parabòlic que va realitzar amb la National Space Society el 2004. Bonta va presentar el disseny de peces de roba de vestir el 2006 en un nou espai de conferències del Space Frontier Foundation.
Dos anys més tard, el primer 2suit va ser fabricat i provat pel canal internacional de televisió The History Channel en un documental de la sèrie L'Univers. L'episodi va ser estrenat el 3 de desembre de 2008. El documental descriu la 2suit com «un petit pas per a la humanitat i la colonització l'univers.» El vestit es va presentar com una peça de roba utilitària amb múltiples aplicacions que serveix a la necessitat d'intimitat humana i la procreació mitjançant l'estabilització de la proximitat física en ambients de microgravetat.

## Disseny
El Vestit antigravetat té dos utilitats en una combinació de disseny per ser usat només sol o unit a un altre model 2S amb el propòsit d'intimitat en l'espai. Una vegada connectades les característiques especials de disseny es despleguen, l'alliberació d'un teixit lleuger que transforma el 2suit en un vestit ampli que manté dues persones properes entre si. Consta de velcro, cremalleres i material interior transparent.
El 2suit està equipat per subjectar-se a una superfície estable. L'amplitud de la peça de roba és ajustable des de la part interna. També té arnesos amb l'opció de poder-se subjectar interiorment per ajustar la proximitat de diversos punts del cos entre els usuaris del 2suit. Una funció ràpida deixa inhabilitades les peces de roba, deixant els arnesos en el seu lloc de fixació per a l'estabilització en una superfície estàtica.